# Josh Newkirk
Joshua "Josh" Newkirk (Raleigh, Carolina del Norte, 17 de abril de 1994) es un baloncestista estadounidense que pertenece a la plantilla del Nova Hut Ostrava de la NBL checa. Con 1,85 metros de estatura, juega en la posición de base.

## Trayectoria deportiva

### Universidad
Jugó dos temporadas con los Panthers de la Universidad de Pittsburgh, en las que promedió 5,2 puntos, 1,3 rebotes y 2,2 asistencias por partido. En 2015 fue transferido a los Hoosiers de la Universidad de Indiana, donde se recuperó de una operación por una microfractura en la rodilla izquierda al término de la temporada anterior. Jogó dos temporadas más, en las que promedió 8,1 puntos, 3,0 asistencias y 2,6 rebotes por encuentro.

### Profesional
Tras no ser elegido en el Draft de la NBA de 2018, firmó con los Texas Legends de la G League, con los que disputó 21 partidos en los que promedió 3,4 puntos. Tras ser despedido el 10 de febrero de 2019, el día 19 fue repescado por los Long Island Nets.